# Karabin SR-25
Karabin wyborowy SR-25 (Stoner Rifle 25) – amerykański samopowtarzalny karabin wyborowy, skonstruowany w 1990 r. przez Eugene Stonera, i wykonany przez Knight's Armament Company. Znany też pod nazwą MK11 mod 0.
Karabin oparty jest na konstrukcji karabinów AR-10 oraz AR-15, a także karabinu M16. Projekt został następnie zaadaptowany do kalibru 7,62 x 51mm NATO. Broń nie posiada celownika mechanicznego, lecz musi być wyposażona w celownik optyczny. Ma natomiast szynę Picatinny Weaver, z możliwością montażu uchwytu transportowego z karabinu M16. 
Karabin SR 25 jest używany obecnie w armii australijskiej, izraelskiej i amerykańskiej oraz w polskiej jednostce specjalnej GROM.